# NGC 6158
NGC 6158 is een elliptisch sterrenstelsel in het sterrenbeeld Hercules. Het hemelobject werd op 17 maart 1787 ontdekt door de Duits-Britse astronoom William Herschel.

## Synoniemen
- MCG 7-34-41
- ZWG 224.31
- PGC 58198